# مثانه

دستگاه ادراری بدن و اجزاء آن.

مَثانه یا آبدان یا شاشدان یا پیشابدان یا گُمیزدان (به انگلیسی: bladder)یکی از اعضای دستگاه ادراری است. این عضو مانند کیسه‌ای برای جمع شدن ادرار حاصل از فعالیت کلیه است و جدار آن از ماهیچه و بافت پیوندی ارتجاعی بوده و ماهیچه دتروسور نام دارد. مثانه انسان می‌تواند حداکثر یک لیتر ادرار در خود نگه دارد.
لوله باریکی که ادرار را از کلیه‌ها به مثانه می‌رساند میزنای نام دارد.
مثانه نیز ادرار را از طریق لوله دیگری به نام میزراه (پیشاب‌راه) تخلیه می‌کند. میزراه در زنان کوتاه است اما در مردان این مجرا درازتر بوده و از میان غده پروستات و آلت تناسلی گذر می‌کند.

## کارکرد
ادرار به‌طور پیوسته در کلیه به وجود آمده و از راه اورِتِر یا حالب به مثانه هدایت و در پایان از مثانه توسط اورترا یا پیشابراه دفع می‌شود. در انسان طبیعی، کنترل ادرار ارادی بوده و به ارتباط بین قشر مخ، ساقه مغز، نخاع و مثانه بستگی دارد. جاییکه مثانه به اورترا یا پیشابراه می‌رسد ماهیچه‌ای به‌نام اسفنکتر خارجی قرار دارد. وقتی حجم ادرار در مثانه به ۴۰۰ میلی لیتر برسد فرد احساس دفع ادرار پیدا کرده و مثانه برای بیرون راندن ادرار منقبض و اسفنکتر رها می‌شود.

## سامانه عصبی
تغذیه شبکه عصبی مثانه از راه اعصاب لگنی و از راه ارتباطی شبکه ساکرال با نخاع است. هر دو اعصاب حسی و حرکتی از راه اعصاب لگنی به مثانه می‌رسند. اعصاب حسی پس از درک کشش و اتساع دیواره مثانه به ساقه مغز پیام فرستاده و سپس اعصاب حرکتی از نوع پاراسمپاتیک از راه اعصاب لگنی به عضله دتروسور مثانه می‌روند.
در همین حال رشته‌های سوماتیک عصبی حرکتی-اسکلتی نیز از طریق عصب پودندال به اسفنکتر می‌رود تا در کنترل ادرار شرکت کند.

## نگارخانه

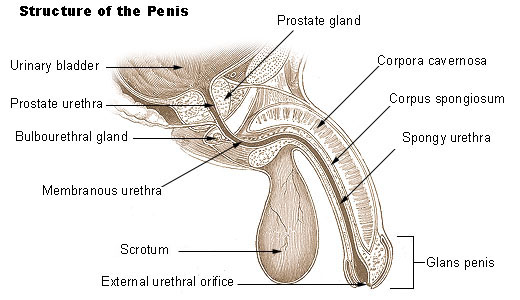
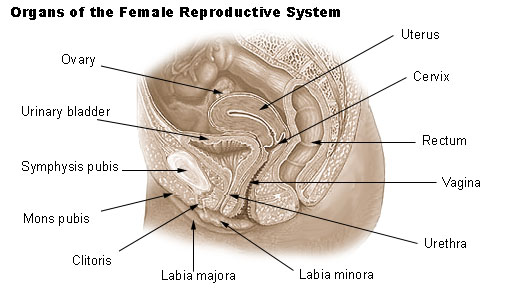
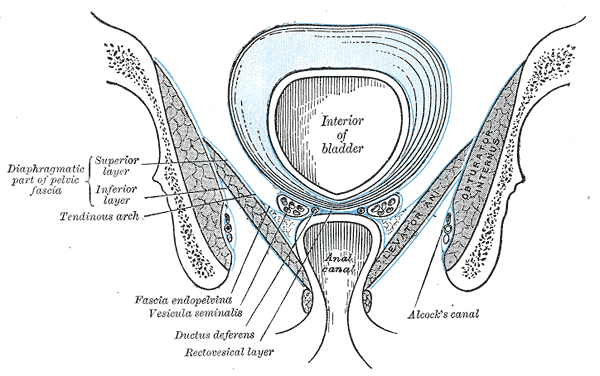
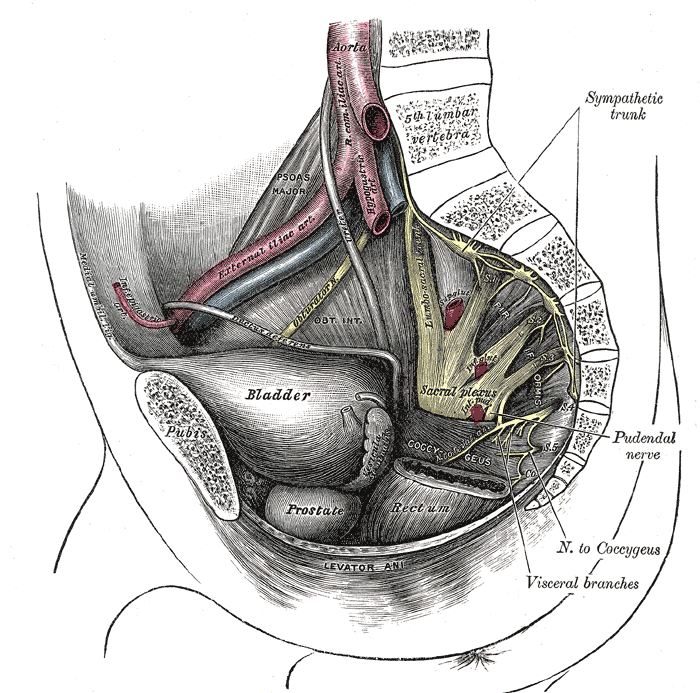
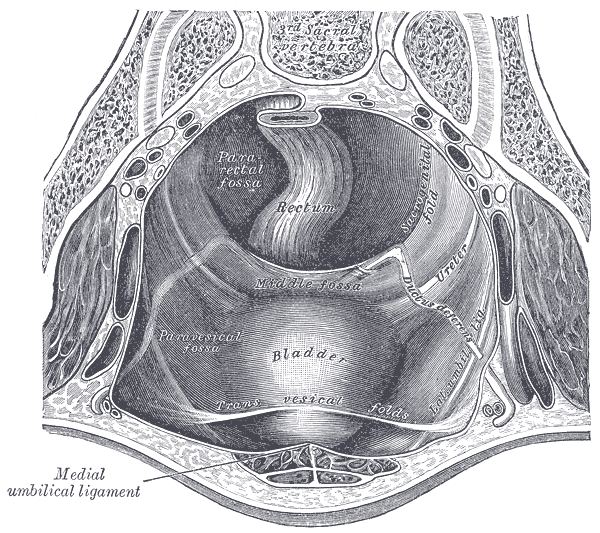
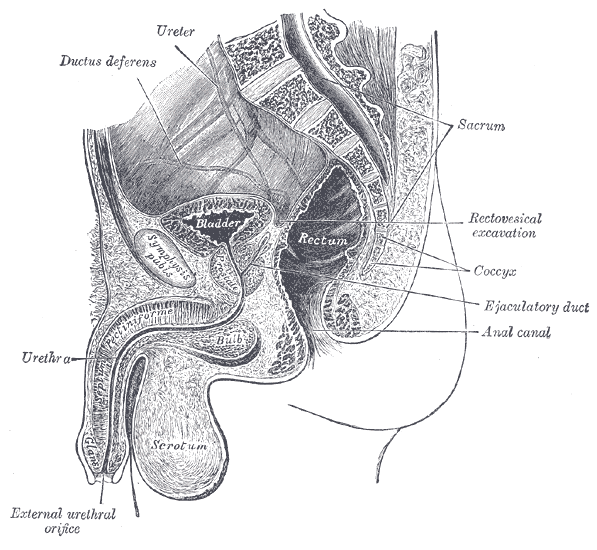
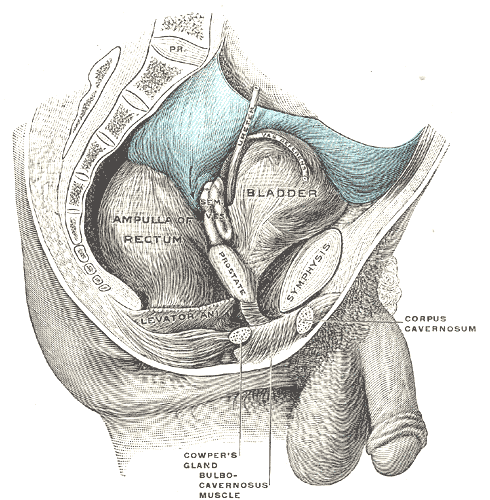
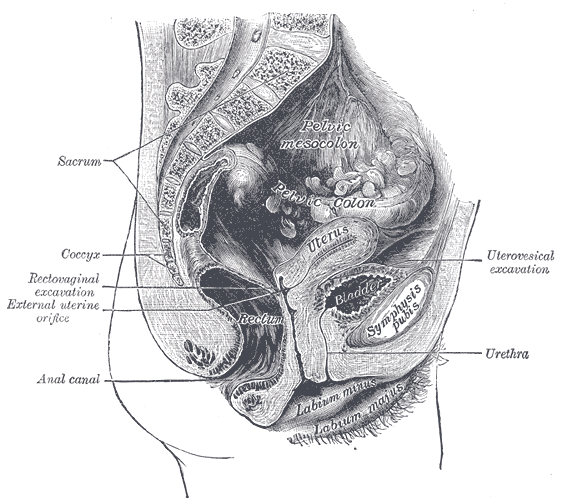
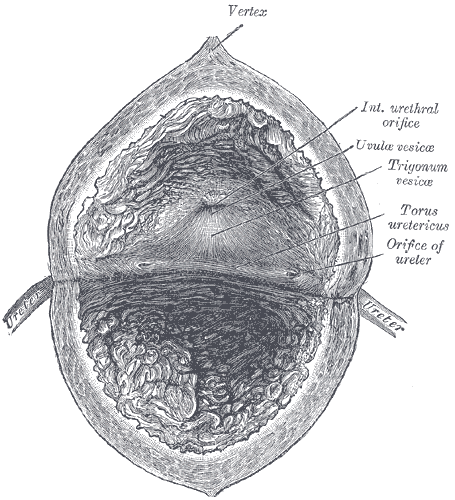
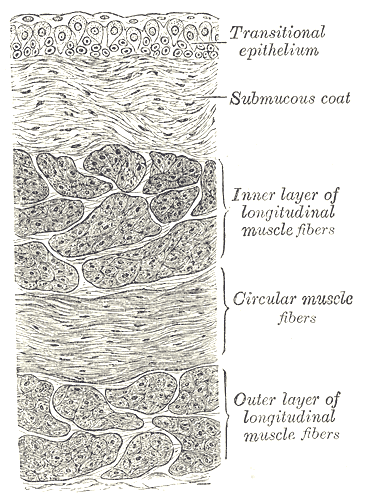
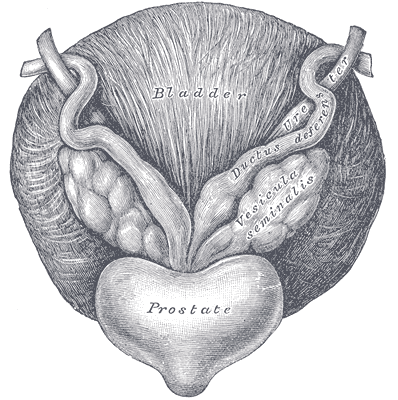
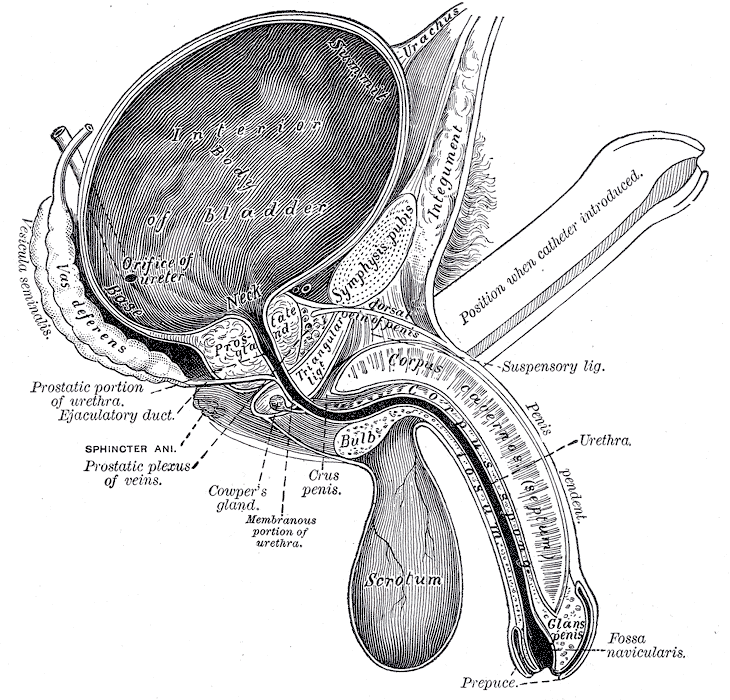
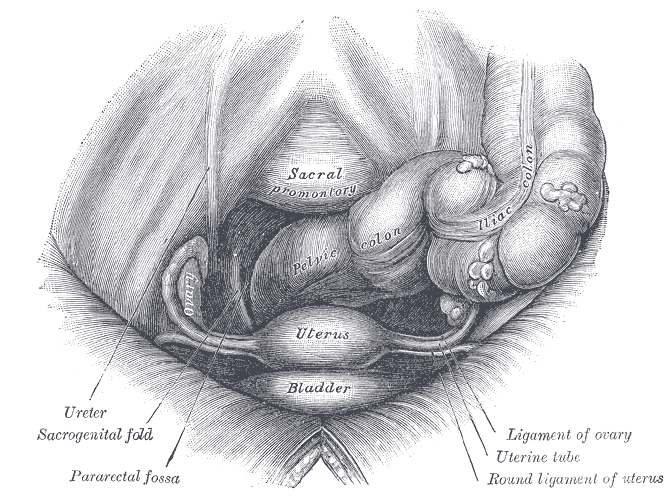
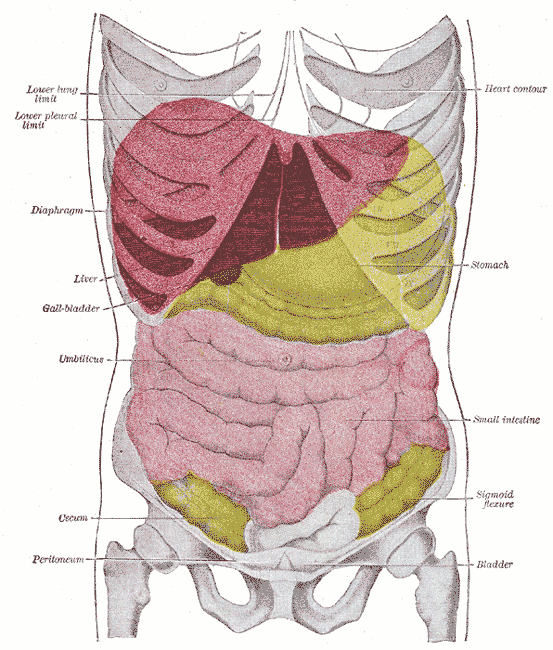
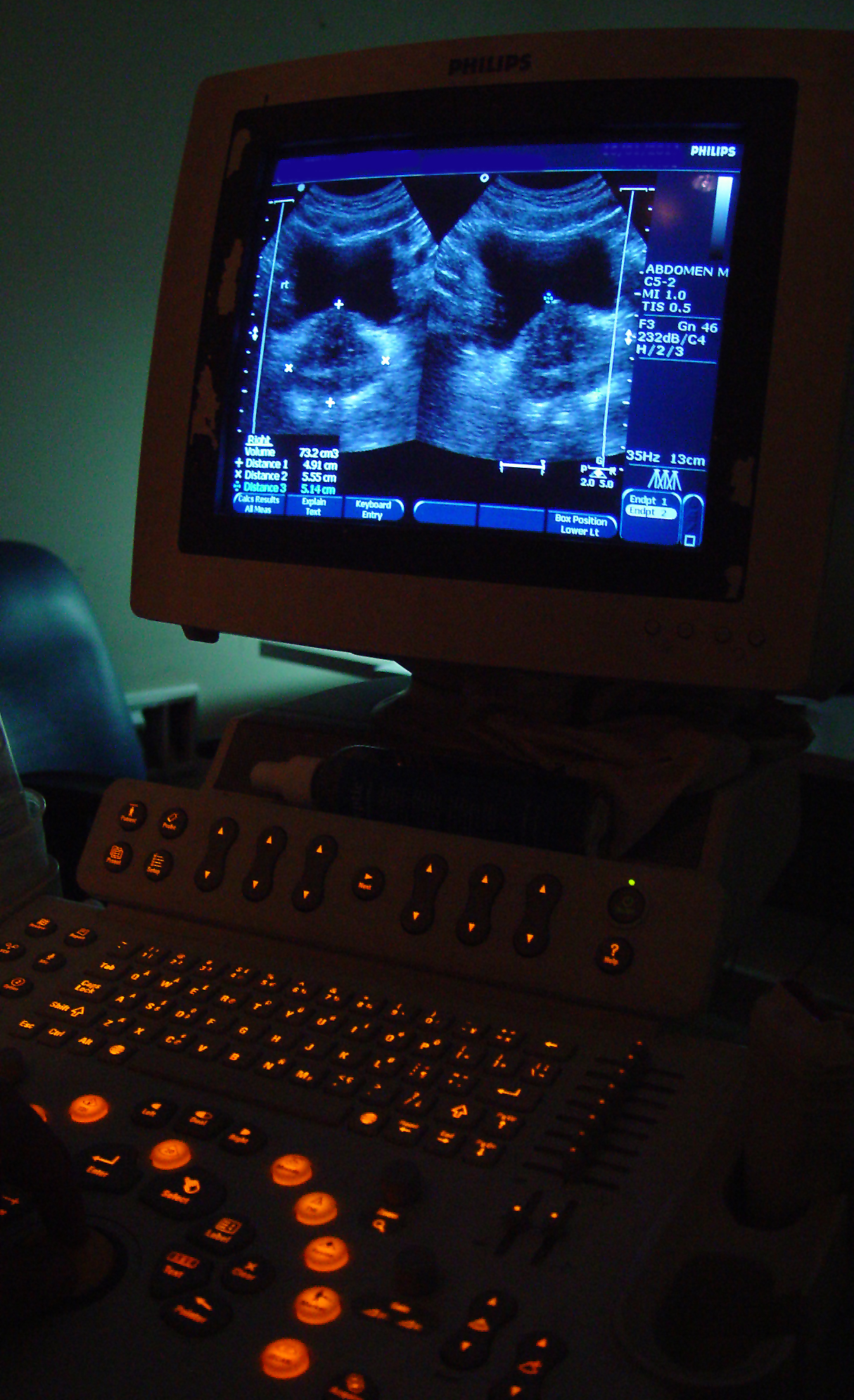